# Nash Metropolitan
O Metropolitan é um modelo compacto produzido pela British Motor Corporation para a Nash Motors e AMC.